# Шангајски музеј науке и технологије
Шангајски музеј науке и технологије је велики музеј у Пудонгу у Шангају, у близини Парка столећа, највећег парка унутар градских четврти. То је један од најпосећенијих музеја у Кини.

## Историја
Трг столећа изграђен је 1995. године, а Шангајски музеј науке и технологије планиран је за његову западну страну као кључни пројекат за популаризацију науке у регији делте реке Јангцекјанг. Као део Хуаму грађанског центра, има за циљ да помогне развој Пудонга и других насеља дуж обале реке Хуангпу. Музеј је своје конференцијске сале и сале за састанке завршио на време да буде домаћин састанка лидера АПЕК-а 20. и 21. октобра 2001. године, примивши кинеског лидера Ђанг Цемина, руског председника Владимира Путина и америчког председника Џорџа В. Буша.
Музеј науке и технологије завршио је своју прву фазу изградње и своје експонате отворио широј публици 18. децембра 2001. Његове почетне теме биле су Хармонија природе, човечанства и технологије и његових првих пет изложбених сала било је посвећено „Небу и земљи“, „Животу“, „Мудрости“, „Креативности“ и „Будућности“.
Друга фаза пројекта отворена у мају 2005. године, у то време био је први музеј науке и технологије који испуњава стандарде квалитета и еколошке стандарде ИСО 9000/14000. Између свог отварања и 2010. привукао је 19,5 милиона посетилаца. Дечји простор и изложба Светлост мудрости обновљени су од јануара до маја 2010. године,  уочи Светске изложбе у Шангају одржане те године. Првобитно проглашен за туристичку атракцију оцењену АААА од стране Кинеске туристичке управе, Шангајски музеј науке и технологије од тада је надограђен на ААААА статус. Амерички председник Барак Обама одржао је састанак са шангајским студентима у Музеју науке и технологије 16. новембра 2009. током своје државне посете.

## Администрација
Музеј није чисто јавна институција, већ фондација под јавном управом коју финансирају приватна предузећа у Шангају. Ту спадају Пудонг развојна банка, Шангајска корпорација за науку и технологију, Beijing Zhijin Venture Capital и Top Group. Фондација администрира и друге научне музеје у Шангају, попут Шангајског природњачког музеја и будућег Шангајског планетаријума.

## Архитектура
Зграда музеја је узлазна спирала која се уздиже на пет спратова, намењена да симболизује научни и технолошки напредак. Огромна стаклена сфера у њеном средишту означава успон живота из воде. Обухвата укупну површину од 6,8 ха  површине хала су 98 000 m², са 65 500 m² изложбеног простора.

## Изложбе
Има 14 главних сталних поставки и 4 биоскопа са научном тематиком. Изложбе су:
1. Спектар живота: Изложба која приказује пејзаже провинције Јунан и приказује разноликост живих бића.[8]
2. Истраживање Земље
3. Колевка дизајна[тражи се извор] или Дизајнери[2] [6] [4]
4. Дечја земља дуге[а]
5. Светлост мудрости
6. Дом на Земљи
7. Ера информација
8. Свет робота
9. Светлост истраживања је изложба која приказује људска научна достигнућа 20. века.[10]
10. Човек и здравље
11. Свемирска навигација
12. Свет животиња[б]
13. Изложба паука

Кинеска галерија древне науке и технологије  приказује древне кинеске проналаске и дела. Галерија обухвата кинеске и стране истраживаче. У галерији академика налазе се савремени научници из Кине, посебно из Шангаја. Постоје и две сале привремених изложби.
Музеј има 2 IMAX биоскопа. Са каснијим додавањем још два, то је највећи синеплекс посвећен научном образовању у Азији, са 10.000 приказивања сваке године.